# Abraham Lincoln (1930)
Abraham Lincoln ist eine US-amerikanische Filmbiografie aus dem Jahre 1930 über den 16. Präsidenten der Vereinigten Staaten von Amerika mit Walter Huston, der hiermit seinen Durchbruch zum Filmstar erlebte, in der Titelrolle. Es war der erste Tonfilm des Stummfilmregisseurs D. W. Griffith und zugleich seine vorletzte Inszenierung überhaupt.

## Handlung
Die Geschichte, die recht statisch die einzelnen Lebensstationen des nachmaligen Staatsmannes abhakt, beginnt mit einem Prolog im Jahre 1809, dem Jahr, in dem Lincoln in einer stürmischen Nacht in einer ärmlichen Holzhütte geboren wurde. Seine Erwachsenenlaufbahn wird ab dem Zeitpunkt geschildert, als Abraham Lincoln 22 Jahre alt ist und in einem Gemischtwarenladen zu arbeiten beginnt. Im Frühjahr 1834 wirbt der junge Abe um die reizende Ann Rutledge, seine wohl größte Liebe, die jedoch frühzeitig an heftigem Fieber stirbt. Anschließend wird er als „Captain of Volunteers“ im Indianerkrieg eingesetzt. Lincoln entscheidet sich schließlich für eine Anwaltskarriere, wendet sich dann aber der Politik zu, nachdem er auf einem Ball des Ex-Gouverneurs Edwards die junge Mary Todd kennen lernt. Trotz seiner etwas linkischen Werbungsversuche heiratet sie ihn. Lincolns Talent als begnadeter Redner bringt ihm seitens der Republikaner eine Nominierung für die folgende Präsidentschaftswahl ein, die er tatsächlich gewinnt.
Lincolns Amtszeit wird stark überschattet von dem Sezessionskrieg, in dem sich die US-amerikanischen Südstaaten von den Nordstaaten abspalten wollen. Einer der Kerngründe ist eine grundlegend unterschiedliche Auffassung zur Sklavenpolitik. Der eine Sklavenpolitik ablehnende Fanatiker John Brown und seine Abolitionists erobern die Waffenlager von Harper’s Ferry, und John Wilkes Booth, ein nicht minder fanatischer Theaterschauspieler, ruft alle Freiwilligen auf, diese Tat zu rächen. Nach den frühen Schlachten von Fort Sumter und Bull Run ist die Hauptstadt Washington bedroht. Lincoln stattet dem Schlachtfeld einen Besuch ab und platzt in ein laufendes Kriegsgerichtsverfahren. Er bittet den Angeklagten, sein Verhalten zu erklären, um ihn anschließend zu begnadigen und zu seinem Regiment zurückzubeordern.
Es folgen Begegnungen mit mehreren Bürgerkriegsgenerälen sowie Berichte von einzelnen Schlachten, die durch Lincolns Unterzeichnung der Emanzipationsproklamation angefeuert werden. Der US-Kongress beauftragt nach langen Jahres des Sterbens den Präsidenten, den Krieg endlich zu beenden. Lincoln ernennt General Grant zum Anführer der Unionstruppen. Schließlich werden die Südstaaten-Armeen unter General Lee besiegt, und der Krieg ist vorüber. In der Nacht des 14. April 1865 spricht Lincoln aus einer Loge im Ford’s Theatre. Kurz nachdem das Theaterstück begonnen hat, wird er von John Wilkes Booth erschossen. Sein Tod wird über alle Parteigrenzen hinweg heftig beweint.

## Produktionsnotizen
Abraham Lincoln, ein Filmprojekt, das Griffith bereits seit 1921 ins Auge gefasst hat und von dem er 1929 schließlich auch den Produzenten Joseph M. Schenck, damals Chef der United Artists, überzeugen konnte, entstand innerhalb von rund vier Wochen zwischen Mitte März und dem 12. April 1930 und wurde am 25. August desselben Jahres in New Yorks Central Theatre uraufgeführt. In Deutschland erschien der Film 2011 auf DVD.
Die Produktionskosten beliefen sich auf etwa eine Million US-Dollar, damals eine recht beträchtliche Summe, die Einnahmen blieben hinter den Erwartungen zurück.
William Cameron Menzies entwarf die von Park French umgesetzten Filmbauten, Walter J. Israel die Kostüme. Komponist Hugo Riesenfeld besorgte auch die musikalischen Arrangements. Hal C. Kern hatte die Schnittüberwachung.

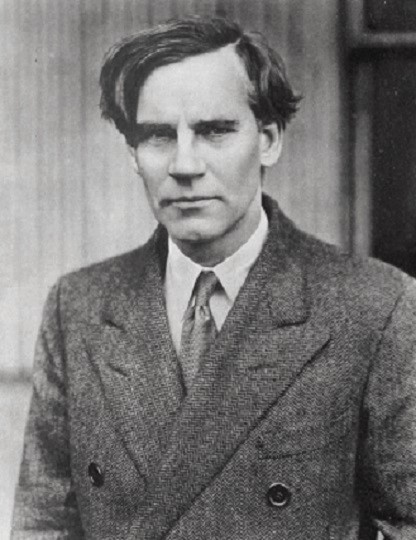
Walter Huston in einer ersten Kamerastudie als Film-Lincoln …

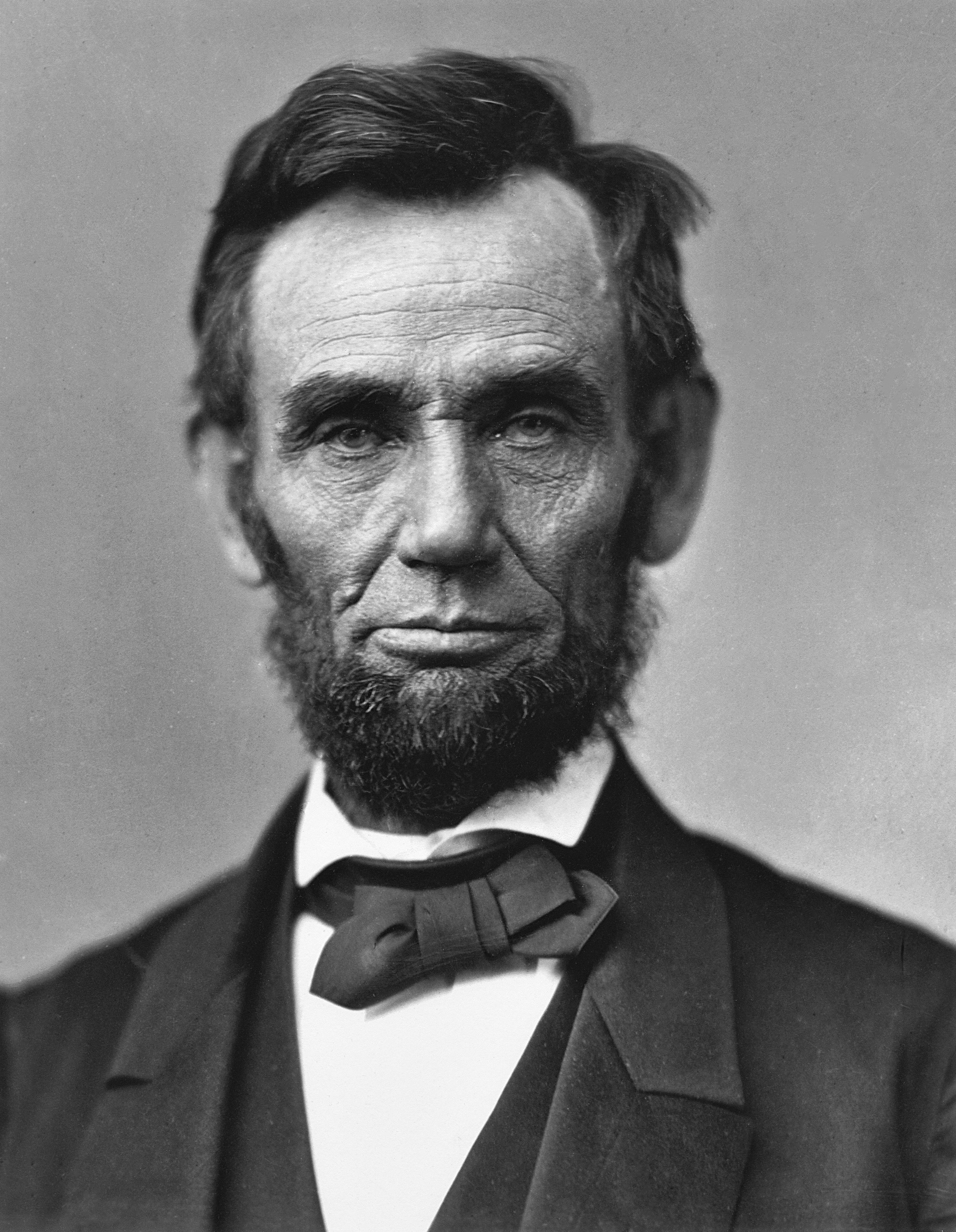
… und der reale Präsident Abraham Lincoln (frühe Fotografie von 1863)

Jason Robards senior verkörperte in dieser Verfilmung den Anwalt und Lincoln-Biografen William Herndon. 1991 spielte sein Sohn Jason Robards die Hauptrolle als Abraham Lincoln im Fernsehfilm Im Schatten des Todes.

## Kritiken
Der Film erhielt positive Kritiken von zeitgenössischen Kritikern, wurde aber in späteren Jahren bei seiner Neubetrachtung als ziemlich statisch und langweilig empfunden.
Mordaunt Hall von The New York Times schrieb 1930, Abraham Lincoln sei „ein durchaus würdiges Film-Angebot mit einer wirklich feinen und inspirierenden Darbietung von Walter Huston in der Rolle des gemarterten Präsidenten. Durch Mr. Griffiths intimes Wissen bezüglich Kamera-Einfällen ist Mr. Huston in der Rolle durchaus glaubwürdig, auch wenn er sich selbst Lincolns Größe von sechs Fuß, drei Zoll nicht annähert. Die Diktion dieses Schauspielers ist fest und gefällig, und gegen Ende der Inszenierung sind die Vorfälle spannend, besonders in den Passagen, die Sheridans Sieg gewidmet sind. (…) … es gibt viele Ideen von Griffith, die an seine Richtung von "The Birth of a Nation" erinnern. (…) Griffith ist in seinem Element, wenn es darum geht, Kriegsszenen darzustellen, insbesondere solche, die sich mit dem Bürgerkrieg beschäftigen. Er stellt auch eindringlich heraus, dass die wichtigste Lösung des Krieges die Vereinigung von Nord und Süd war. Die Darstellung von Mrs. Lincoln ist mehr als ein bisschen zu wörtlich, denn sie wirkt unangemessen mitfühlend und verständnislos.“
In Variety ein Tag darauf folgendes zu lesen: „Mehr als ein herausragender Klassiker des Tonfilms, verdunkelt Abraham Lincoln die konservativste Illusion einer modernisierten Geburt einer Nation“. Es sei „ist eine erstaunliche Leistung der Superlative; eine Verjüngung“ von Griffith aus seinen besten Zeiten. Fazit: „In Charakterisierung und Detailperfektion“ sei der Film „fast unglaublich.“
Film Daily schließlich lobte Hustons darstellerische Leistung als „eine der besten des Jahres – oder jedes Tonfilm-Jahres“ und pries das „herausragende und menschliche Narrativ“ des Streifens.
Die moderne Filmkritik kam bisweilen zu vollkommen anderen Schlüssen, auf filmfanatic.org lautete das Fazit zu Abraham Lincoln kurz: “Muss man gesehen haben? Nein.” Harry Medved und Randy Dreyfuss listeten den Streifen in ihrem 1978 erschienenen Buch The Fifty Worst Films of All Time auf. Dennoch wurden einzelne Bestandteile des Films durchaus gelobt, siehe nachfolgende Beispiele:

„Ein Schatzkästchen wunderbarer Momente.“

Der Movie & Video Guide hob hervor „Huston ist ausgezeichnet in dieser aufrichtigen aber statischen Biografie Lincolns“, doch der Film selbst könne nicht „mit Griffiths Stummfilm-Meisterwerken mithalten“.
Halliwell’s Film Guide stellte fest, dass diese Filmbiografie selbst „zu ihrer Zeit ziemlich langweilig dahergekommen“ sei, jedoch „Tugenden in Sachen Aufrichtigkeit und ziemlicher Faktentreue“ besitzen würde.